# Cicurina tortuba
Espèce
Cicurina tortuba est une espèce d'araignées aranéomorphes de la famille des Cicurinidae.

## Distribution
Cette espèce est endémique de Californie aux États-Unis,. Elle se rencontre dans le comté de San Mateo.

## Description
La femelle holotype mesure 7,70 mm.

## Systématique et taxinomie
Cette espèce a été décrite par Chamberlin et Ivie en 1940.

## Publication originale
- Chamberlin & Ivie, 1940 : « Agelenid spiders of the genus Cicurina. » Bulletin of the University of Utah, Biological Series, vol. 30, no 18, p. 1-108.